# Championnat d'Albanie de football 2023-2024
 (août 2024).
La mise en forme du texte ne suit pas les recommandations de Wikipédia : il faut le « wikifier ».
Les points d'amélioration suivants sont les cas les plus fréquents. Le détail des points à revoir est peut-être précisé sur la page de discussion.
- Les titres sont pré-formatés par le logiciel. Ils ne sont ni en capitales, ni en gras.
- Le texte ne doit pas être écrit en capitales (les noms de famille non plus), ni en gras, ni en italique, ni en « petit »…
- Le gras n'est utilisé que pour surligner le titre de l'article dans l'introduction, une seule fois.
- L'italique est rarement utilisé : mots en langue étrangère, titres d'œuvres, noms de bateaux, etc.
- Les citations ne sont pas en italique mais en corps de texte normal. Elles sont entourées par des guillemets français : « et ».
- Les listes à puces sont à éviter, des paragraphes rédigés étant largement préférés. Les tableaux sont à réserver à la présentation de données structurées (résultats, etc.).
- Les appels de note de bas de page (petits chiffres en exposant, introduits par l'outil «  Source ») sont à placer entre la fin de phrase et le point final[comme ça].
- Les liens internes (vers d'autres articles de Wikipédia) sont à choisir avec parcimonie. Créez des liens vers des articles approfondissant le sujet. Les termes génériques sans rapport avec le sujet sont à éviter, ainsi que les répétitions de liens vers un même terme.
- Les liens externes sont à placer uniquement dans une section « Liens externes », à la fin de l'article. Ces liens sont à choisir avec parcimonie suivant les règles définies. Si un lien sert de source à l'article, son insertion dans le texte est à faire par les notes de bas de page.
- La présentation des références doit suivre les conventions bibliographiques. Il est recommandé d'utiliser les modèles {{Ouvrage}}, {{Chapitre}}, {{Article}}, {{Lien web}} et/ou {{Bibliographie}}. Le mode d'édition visuel peut mettre en forme automatiquement les références.
- Insérer une infobox (cadre d'informations à droite) n'est pas obligatoire pour parachever la mise en page.

Pour une aide détaillée, merci de consulter Aide:Wikification.
Si vous pensez que ces points ont été résolus, vous pouvez retirer ce bandeau et améliorer la mise en forme d'un autre article.
 (août 2024).
Si vous disposez d'ouvrages ou d'articles de référence ou si vous connaissez des sites web de qualité traitant du thème abordé ici, merci de compléter l'article en donnant les références utiles à sa vérifiabilité et en les liant à la section « Notes et références ».
Navigation
Édition précédente Édition suivante
La saison 2023-2024 de Kategoria Superiore (ou Super Ligue Albanaise) est la 85e édition du championnat d'Albanie de football et la 24e saison sous son nom actuel. Les dix meilleurs clubs du pays sont regroupés au sein d'une poule unique où ils affrontent quatre fois leurs adversaires pour un total de 36 matchs.
En fin de saison, les deux derniers du classement sont relégués et remplacés par les deux meilleurs clubs de Kategoria e parë, la deuxième division albanaise. Le huitième dispute un barrage contre les vainqueurs des play-offs de deuxième division pour tenter de se maintenir. Les quatre premiers de la phase de championnat s'affrontent dans un final four avec une finale et un match pour la 3ème place pour s'adjuger de leur position finale.
Le FK Partizani Tirana est le tenant du titre.

## Participants
| \| Rrogozhinë Kukës Laç Partizani Erzeni Shijak Teuta KF Tirana Shkodër Skënderbeu Dinamo City \| Localisation des clubs engagés dans le championnat. |
| Rrogozhinë Kukës Laç Partizani Erzeni Shijak Teuta KF Tirana Shkodër Skënderbeu Dinamo City                                                           |

| Equipe                | Classement 2022-2023 | Stade               | Capacité |
| --------------------- | -------------------- | ------------------- | -------- |
| FK Partizani Tirana   | 1er                  | Arena e Demave      | 4 500    |
| KF Tirana             | 2e                   | Variés              |          |
| KF Egnatia Rrogozhinë | 3e                   | Arena Egnatia       | 4 000    |
| KF Vllaznia Shkodër   | 4e                   | Stade Loro-Boriçi   | 16 000   |
| KF Laç                | 5e                   | Stadiumi Laçi       | 8 000    |
| KF Teuta Durrës       | 6e                   | Stade Niko Dovana   | 13 000   |
| FK Kukës              | 7e                   | Zeqir Ymeri Stadium | 5 000    |
| KF Erzeni Shijak      | 8e                   | Variés              |          |
| KF Skënderbeu Korçë   | 1er (D2)             | Skënderbeu Stadium  | 12 343   |
| FC Dinamo City        | 2e (D2)              | Variés              |          |

## Championnat

### Classement
Le classement est établi sur le barème de points classique (victoire à 3 points, match nul à 1, défaite à 0. 
Pour départager les égalités, on tient compte : 1) points en confrontations directes, 2) difference de but en confrontation directes, 3) nombres de buts marqués en confrontations directes 4) différence de buts générale, 5) du nombre de buts marqués, puis  et enfin si la qualification ou la relégation est en jeu, les deux équipes jouent une rencontre d'appui sur terrain neutre.
| Rang | Équipe                  | Pts | J  | G  | N  | P  | Bp | Bc | Diff |
| ---- | ----------------------- | --- | -- | -- | -- | -- | -- | -- | ---- |
| 1    | KF Egnatia Rrogozhinë C | 63  | 36 | 18 | 9  | 9  | 51 | 38 | +13  |
| 2    | FK Partizani Tirana T   | 63  | 36 | 17 | 12 | 7  | 51 | 29 | +22  |
| 3    | KF Vllaznia Shkodër     | 59  | 36 | 16 | 11 | 9  | 41 | 34 | +7   |
| 4    | KF Skënderbeu Korçë P   | 51  | 36 | 15 | 6  | 15 | 37 | 39 | -2   |
| 5    | KF Tirana               | 50  | 36 | 13 | 11 | 12 | 56 | 49 | +7   |
| 6    | KF Teuta Durrës         | 50  | 36 | 13 | 11 | 12 | 36 | 35 | +1   |
| 7    | FC Dinamo City P        | 47  | 36 | 13 | 8  | 15 | 42 | 43 | -1   |
| 8    | KF Laç                  | 46  | 36 | 10 | 13 | 10 | 37 | 31 | +6   |
| 9    | KF Erzeni Shijak        | 32  | 36 | 7  | 11 | 18 | 29 | 57 | -28  |
| 10   | FK Kukës                | 27  | 36 | 6  | 9  | 21 | 31 | 56 | -25  |

- Final Four
- Qualifié pour le premier tour de qualification de Ligue Conférence 2024-2025
- Barrage de relégation
- Relégué

1. ↑  Le KF Egnatia Rrogozhinë est devant le FK Partizani Tirana en vertu des points en confrontations directes (6 Egnatia, 3 Partizani)
2. ↑  Le KF Tirana est devant le KF Teuta Durrës en vertu de la difference de but en confrontations directes :  Tirana 5 (+1), Teuta 5 (–1)
3. ↑  Egnatia, vainqueur de la Coupe d'Albanie 2023-24, a terminé dans les quatre premiers tandis que Skënderbeu, l'équipe classée quatrième, est bannie des compétitions de l'UEFA. Par conséquent, la dernière place de la Conference League a été transférée de l'équipe classée quatrième à l'équipe classée cinquième.

### Résultats
| Résultats (▼dom., ►ext.)                                   | DIN | EGN | ERZ | KUK | LAC | PAR | SKE | TEU | TIR | VLL |
| Dinamo City                                                |     | 1-2 | 1-0 | 2-1 | 2-0 | 1-3 | 2-1 | 2-3 | 2-3 | 1-1 |
| KF Egnatia Rrogozhinë                                      | 3-0 |     | 4-3 | 2-1 | 2-1 | 1-1 | 0-1 | 0-1 | 0-5 | 3-0 |
| KF Erzeni Shijak                                           | 2-1 | 0-1 |     | 0-0 | 0-0 | 1-2 | 1-2 | 0-0 | 1-0 | 2-2 |
| FK Kukës                                                   | 0-0 | 0-4 | 2-1 |     | 1-0 | 1-1 | 2-2 | 0-0 | 2-3 | 1-0 |
| KF Laç                                                     | 0-1 | 0-2 | 3-3 | 1-1 |     | 0-1 | 2-0 | 6-1 | 2-2 | 2-1 |
| FK Partizani Tirana                                        | 0-0 | 1-1 | 1-2 | 4-3 | 1-0 |     | 1-1 | 1-1 | 2-1 | 4-1 |
| KF Skënderbeu Korçë                                        | 1-0 | 1-1 | 1-0 | 0-1 | 0-1 | 1-0 |     | 3-1 | 1-1 | 0-2 |
| KF Teuta Durrës                                            | 1-2 | 2-2 | 0-1 | 0-0 | 1-1 | 0-1 | 1-0 |     | 2-2 | 0-1 |
| KF Tirana                                                  | 1-1 | 2-3 | 0-1 | 3-2 | 0-3 | 1-1 | 3-1 | 2-0 |     | 0-1 |
| KF Vllaznia Shkodër                                        | 3-1 | 0-2 | 1-1 | 1-0 | 0-0 | 0-0 | 5-0 | 2-0 | 0-1 |     |
| - Victoire à domicile - Match nul - Victoire à l'extérieur |     |     |     |     |     |     |     |     |     |     |

| Résultats (▼dom., ►ext.)                                   | DIN | EGN | ERZ | KUK | LAC | PAR | SKE | TEU | TIR | VLL |
| Dinamo City                                                |     | 0-1 | 2-0 | 3-2 | 0-0 | 2-1 | 2-0 | 1-0 | 2-3 | 0-1 |
| KF Egnatia Rrogozhinë                                      | 1-1 |     | 3-2 | 1-0 | 0-0 | 2-1 | 1-0 | 0-0 | 0-3 | 0-1 |
| KF Erzeni Shijak                                           | 0-4 | 1-0 |     | 3-3 | 0-0 | 0-4 | 0-3 | 0-3 | 0-2 | 0-1 |
| FK Kukës                                                   | 1-1 | 1-4 | 1-2 |     | 1-0 | 0-1 | 0-2 | 0-2 | 2-3 | 2-0 |
| KF Laç                                                     | 1-1 | 1-2 | 0-0 | 2-0 |     | 1-1 | 0-1 | 1-1 | 1-0 | 1-1 |
| FK Partizani Tirana                                        | 2-0 | 1-1 | 4-0 | 3-0 | 1-2 |     | 1-0 | 1-0 | 2-1 | 0-0 |
| KF Skënderbeu Korçë                                        | 0-1 | 2-0 | 1-0 | 1-0 | 1-1 | 1-0 |     | 0-1 | 0-0 | 0-1 |
| KF Teuta Durrës                                            | 1-0 | 1-0 | 3-0 | 1-0 | 0-1 | 1-0 | 3-0 |     | 2-2 | 0-0 |
| KF Tirana                                                  | 3-2 | 1-1 | 1-1 | 1-0 | 1-1 | 1-2 | 3-4 | 1-2 |     | 0-0 |
| KF Vllaznia Shkodër                                        | 1-0 | 2-1 | 1-1 | 1-0 | 1-2 | 1-1 | 1-5 | 2-1 | 3-1 |     |
| - Victoire à domicile - Match nul - Victoire à l'extérieur |     |     |     |     |     |     |     |     |     |     |

### Final four
Un tirage au sort a été effectué pour déterminer les demi-finales. Les équipes ont été réparties en fonction de leur classement dans la ligue, avec deux équipes têtes de série et deux équipes non têtes de série. En demi-finale, en cas d'égalité après 90 minutes, l'équipe la mieux classée se qualifiera pour la finale.

#### Tableau
|  | Demi finales        | Demi finales               | Demi finales | Demi finales          |                               |                     | Finale | Finale | Finale | Finale |
|  |                     |                            |              |                       |                               |                     |        |        |        |        |
|  |                     |                            |              |                       |                               |                     |        |        |        |        |
|  | 2e                  | FK Partizani Tirana        | 1            | 1                     |                               |                     |        |        |        |        |
|  | 2e                  | FK Partizani Tirana        | 1            | 1                     |                               |                     |        |        |        |        |
|  | 4e                  | KF Skënderbeu Korçë        | 0            | 0                     |                               |                     |        |        |        |        |
|  | 4e                  | KF Skënderbeu Korçë        | 0            | 0                     | 2e                            | FK Partizani Tirana | 0      | 0      |        |        |
|  |                     |                            |              |                       | 2e                            | FK Partizani Tirana | 0      | 0      |        |        |
|  |                     |                            | 1er          | KF Egnatia Rrogozhinë | 1                             | 1                   |        |        |        |        |
|  | 1er                 | KF Egnatia Rrogozhinë (mc) | 1er          | KF Egnatia Rrogozhinë | 1                             | 1                   | 0      | 0      |        |        |
|  | 1er                 | KF Egnatia Rrogozhinë (mc) |              |                       |                               |                     |        | 0      |        |        |
|  | 3e                  | KF Vllaznia Shkodër        | 0            | 0                     |                               |                     |        |        |        |        |
|  | 3e                  | KF Vllaznia Shkodër        | 0            | 0                     | Match pour la troisième place |                     |        |        |        |        |
|  |                     |                            |              |                       |                               |                     |        |        |        |        |
|  |                     |                            |              |                       |                               |                     |        |        |        |        |
|  | KF Vllaznia Shkodër | KF Vllaznia Shkodër        | 2            | 2                     |                               |                     |        |        |        |        |
|  | KF Vllaznia Shkodër | KF Vllaznia Shkodër        | 2            | 2                     |                               |                     |        |        |        |        |
|  | KF Skënderbeu Korçë | KF Skënderbeu Korçë        | 3            | 3                     |                               |                     |        |        |        |        |
|  | KF Skënderbeu Korçë | KF Skënderbeu Korçë        | 3            | 3                     |                               |                     |        |        |        |        |

Légende des couleurs
- Champion et premier tour de qualification de la Ligue des champions 2024-2025
- Premier tour de qualification de la Ligue Conférence 2024-2025

Le KF Skënderbeu Korçë est exclu de toutes compétitions européennes jusqu'en 2028.
mc = mieux classé
| Finale                     | KF Egnatia Rrogozhinë        | 1 - 0   | FK Partizani Tirana     | Air Albania Stadium, Tirana |                            |
| Dimanche 26 mai 2024 20h00 | İbrahimoğlu 35e              | (1 - 0) |                         | Arbitrage : Micheal Taylor  | Arbitrage : Micheal Taylor |
| Dimanche 26 mai 2024 20h00 | Ndreca 42e · İbrahimoğlu 86e |         | 43e Murataj · 43eRrapaj | Arbitrage : Micheal Taylor  | Arbitrage : Micheal Taylor |

### Barrage de promotion-relégation
À la fin de la saison, le 8e de première division affronte le vainqueur des barrages de deuxième division pour tenter de se maintenir.
| Équipe 1    | Résultat | Équipe 2                 |
| ----------- | -------- | ------------------------ |
| KF Laç (D1) | 3 - 1 ap | (D2) KS Flamurtari Vlorë |

Légende des couleurs
- Le club se maintient en première division.
- Le club reste en deuxième division.

## Bilan de la saison
| Championnat d'Albanie de football 2023-2024                        |                                   |
| Champion                                                           | KF Egnatia Rrogozhinë (1er titre) |
| Coupes et trophées                                                 |                                   |
| Vainqueur de la Coupe d'Albanie 2023-2024                          | KF Egnatia Rrogozhinë             |
| Qualifications continentales                                       |                                   |
| Ligue des champions 2024-2025                                      | KF Egnatia Rrogozhinë             |
| Ligue Europa Conférence 2024-2025                                  | FK Partizani Tirana               |
| Ligue Europa Conférence 2024-2025                                  | KF Vllaznia Shkodër               |
| Ligue Europa Conférence 2024-2025                                  | KF Tirana                         |
| Promotions et relégations                                          |                                   |
| Promus en Championnat d'Albanie de football                        | KS Elbasan                        |
| Promus en Championnat d'Albanie de football                        | KS Bylis Ballsh                   |
| Relégués en Championnat d'Albanie de football de deuxième division | KF Erzeni Shijak                  |
| Relégués en Championnat d'Albanie de football de deuxième division | FK Kukës                          |